# René Heckenroth
René Marie Georges Heckenroth (* 23. Januar 1921 in Éguilles, Département Bouches-du-Rhône; † 29. September 2014 ebenda) war ein französischer Verwaltungsbeamter, der unter anderem Präfekt verschiedener Départements war.

## Leben

### Studium, Eintritt in den Verwaltungsdienst und Unterpräfekt
René Marie Georges Heckenroth besuchte ein Lycée in Nizza, das Lycée Charlemagne sowie das Lycée Louis-le-Grand in Paris und begann daraufhin ein Studium der Rechtswissenschaften an der Universität Toulouse sowie der Universität Bordeaux, das er mit einem Lizenziat (Licence en droit) abschloss. Während des Zweiten Weltkrieges schloss er sich vom 11. Juli 1943 bis zum 18. August 1945 als Freiwilliger den Freien Französischen Streitkräften FFL (Forces françaises libres) an. Für seine Verdienste im Zweiten Weltkrieg wurde ihm das Croix de guerre 1939–1945 verliehen. Am 16. Mai 1946 wurde er Kabinettschef von Serge Baret, der zunächst Präfekt des Départements Aude sowie danach am 7. Dezember 1947 Präfekt des Départements Dordogne war. Am 15. Oktober 1950 wurde er als Administrateur civil 3e Classe im Range eines Unterpräfekten (Sous-préfet) zur Zentralverwaltung abgeordnet. Am 1. Mai 1951 übernahm er den Posten als Unterpräfekt des Arrondissements Nontron und danach am 1. September 1953 als Unterpräfekt des Arrondissements Sarlat, ehe er am 16. April 1957 Unterpräfekt des Arrondissements Charolles wurde.
Am 16. Mai 1960 wurde Heckenroth Generalsekretär des Départements Calvados, aber bereits wenige Tage später am 21. Mai 1960 zum Generalsekretär des Départements Haute-Garonne. Nachdem er am 15. März 1962 in Französisch-Algerien Unterpräfekt der Provinz Blida wurde, wurde er am 27. Juni 1962 dem Staatsminister für Algerien-Angelegenheiten (Ministre d’État chargé des affaires algériennes) zur besonderen Verfügung unterstellt und war Unterpräfekt für besondere Aufgaben. Am 1. Dezember 1963 übernahm er den Posten als Unterpräfekt des Arrondissements Forbach sowie am 16. Januar 1969 Generalsekretär des Départements Rhône. Am 11. Juli 1969 wurde ihm das Ritterkreuz der Ehrenlegion verliehen.

### Präfekt
Als Nachfolger von Louis Lalanne übernahm René Heckenroth am 12. Oktober 1971 den Posten als Präfekt des Départements Aude und hatte dieses Amt bis zum 6. Oktober 1972 inne, woraufhin Jean Vassallo seine Nachfolge antrat. Anschließend fungierte er zwischen dem 6. Oktober 1972 und dem 22. Juli 1974 als Beigeordneter Präfekt für die Polizei des Départements Bouches-du-Rhône. Am 22. Juli 1974 löste er Christian Dablanc als Präfekt des Départements Indre ab und verblieb in dieser Funktion bis zu seiner Ablösung durch Hervé Bourseiller am 25. April 1977. Am 25. April 1977 wurde er dem Staatssekretär für Veteranen (Secrétaire d’État aux anciens combattants) zur besonderen Verfügung unterstellt und übernahm am 20. Mai 1977 den Posten als Generaldirektor des Nationalen Büros für Veteranen und Kriegsopfer ACVG (Anciens Combattants et Victimes de Guerre). Für seine Verdienste wurde ihm am 28. Dezember 1979 das Offizierskreuz der Ehrenlegion verliehen. Am 15. Juli 1980 wurde er Mitglied des Staatsrates (Conseil d’État) für besondere Aufgaben. Er war von 1985 bis zum 26. November 1986 Präsident der Gesellschaft der Autobahnen in Südfrankreich (Société des autoroutes du Sud de la France) sowie zwischen 1985 und dem 24. Januar 1987 Präsident der Baskischen Küstengesellschaft (Société de la Côte basque). Er war zeitweise auch Generalpräsident der Gesellschaft für Militärmedaillen (Société des médaillés militaires) und wurde des Weiteren am 11. Juli 1986 zum Kommandeur der Ehrenlegion ernannt. 